# Mitchell A. Wilson
Mitchell A Wilson (Nova Iorque, 17 de junho de 1913 – 25 de fevereiro de 1973) foi um romancista e físico estadunidense.

## Biografia
Antes de começar a escrever, Wilson foi um pesquisador científico, e por um tempo trabalhou como assistente de Enrico Fermi), além de doutorando em Física na "Columbus University". A ciência, a invenção, e os problemas éticos da ciência atômica moderna foram os temas de algumas de suas obras. Ele também escreveu não-ficção sobre assuntos científicos para o leitor em geral.
No auge da guerra fria, ele foi considerado, na União Soviética, um grande romancista, porém nos Estados Unidos não usufruía da mesma consideração.
Seus romances incluem Live com Lightning, Meeting at a Far Meridian, My Brother, My Enemy. Sua obra não-ficcional  inclui American science and Invention, a Pictorial History e  Passion to Know. No início de sua carreira, ele colaborou em um romance de mistério, "The Goose is Cooked", com Abraham Polonsky, escrito sob o pseudônimo comum de Emmett Hogarth.
Seu primeiro casamento foi com Helen Wilson Weinberg, com quem teve duas filhas: Erica Silverman, agente literária e Victoria Wilson, editora na Alfred A. Knopf. Na época de sua morte, ele era casado com Stella Adler (1901-1992), a famosa professora de atuação.

## Obras
- ... Stalk the hunter, 1943
- None so blind, 1945
- The panic-stricken, 1946
- Live with lightning, a novel, 1949
- The Kimballs, 1950
- My Brother, My Enemy, 1952
- American science and invention, a pictorial history, 1954
- American Science and Invention, 1954
- The lovers, 1954
- The Human Body, 1959
- Les Merveilles des corps humains, 1960
- Meeting at a far meridian, 1961
- The body in action, 1962
- Energy, 1963
- The huntress, 1966
- Seesaws to cosmic rays, 1967
- Passion to know, 1972
- Passion to know: the world's scientists, 1972

## Mitchell A. Wilson em língua portuguesa
- Mulher desejada (“None so Blind”), volume 134 da Coleção Biblioteca das Moças, da Companhia Editora Nacional, tradução de Lígia Junqueira, 1955.

## Mitchell A. Wilson no cinema
None so Blind foi filmado sob direção de Jean Renoir em 1947, sob o título “The Woman on the Beach”. No Brasil recebeu o nome de “A Mulher Desejada”.